# Aciduliprofundum boonei
Aciduliprofundum boonei es una especie de arquea termoacidófila de la clase Thermoplasmata.  Fue aislado de fuentes hidrotermales ácidas. A. boonei es el primer miembro de su clado, de arquea termoacidófila conocido con el nombre de  Deep-Sea Hydrothermal Vent Euryarchaeota 2 (DHVE2) en ser cultivado.

## Morfología ceulular y fisiología
A. boonei es una termoacidófila obligada que crece a pH 3.3-5.8, con zona óptima de 4.2-4.8. Han sido observados cultivos crecer entre 55-77 °C con mejor crecimiento a 70 °C con contenido de sal de 2.5-3.5% (w/v).
Morfológicamente, esta arquea es una coco pleiomórfico con diámetro celular de 0.6-1.0 μm. Las células son móviles por un flagelo y son envueltas por una membrana plasmática y una capa S con una estructura similar a la de Picrophilus oshimae. 
Aunque mucha gente creen que las capas S son cuasi-cristalino, la de A. boonei tiene plasticidad considerable y puede doblarse en estructuras pequeñas y curvadas que parecen a vesículas. 
Estas estructuras brotan hacia afuera de la membrana celular, secuestrando pequeñas porciones de citoplasma y unirse con otras células cercas. Estas vesículas han sido observado brotando en cadenas por microscopio electrónico de transmisión. En otras especies de bacteria y arquea, vesículas como estas remueven proteínas mal plegadas y toxinas. También transladam ARNm, facilitan comunicación celular, y entregan factores de virulencia. La significación biogeoquímica del proceso energético de brotación aún no se ha determinado en esta especie.
Otros análisis químicos han demostrado que sus lípidos de membrana se componen principalmente de glicerol dibifanil glicerol tetraéteres con 0-4 ciclos de ciclopentano. Esta estructura bioquímica es probablemente un rasgo distintivo de Crenarchaeota y Euryarchaeota acidófila, y se han detectado en los parientes más cercanos de A. boonei, Ferroplasma y Thermoplasma.

## Ambiente y ecología
Esta arque termoacidófila ha sido aislado solamente de fuentes hidrotermales marinos que tienen ambientes bentónicos. Específicamente, A. boonei existe en muestras recogidas de las bridas horizontales de chimeneas que sobresalen desde el fondo del océano. Es possible que transferencia de calor y difusión de fluidos crea un nicho ecológico optimal para la sobreviviente de este organismo en ambiente duro. Estos entornos son extremadamente inhóspitos para los seres vivos y demandan metabolismos y comportamiento únicos. Los respiraderos hidrotermales son característicamente calientes, con oxígeno limitado, tóxico y reducido, lo que limita la colonización a organismos capaces de sobrevivir bajo condiciones tan duras. En consecuencia, los organismos que se encuentran en este entorno son típicamente extremófilos como termófilos, acidófilos, halófilos, y barófilos y piezófilos.
Este ambiente hidrotermal es rico en metabolitos de azufre y hierro que son usados por una variedad de organismos litótrofos como aceptores y donantes de electrones. En resultado, este ambiente permite un amplio espectro de procesos metabólicos que dependen de gradientes térmicos y químicos.

## Metabolismo
Porque es estrictamente anaerobio, A. boonei requiere restrictivos anóxicos nichos reducidos para sobrevivir. Se beneficia de un suministro continuo de aceptores de electrones inorgánicos como azufre elemental, sulfuro, y hierro férrico. Los procesos geofísicos y geoquímicos que se producen debajo de la corteza y dentro de los fluidos bentónicos que inundan los respiraderos hidrotermales crean condiciones que favorecen el crecimiento de A. boonei.
Esta arque es estrictamente heterotrófa que fermenta péptidos para energía. Estudios de genoma han revelado la presencia de múltiples enzimas proteolíticos y peptolíticos. La reconstrucción del genoma reveló una vía completa pero modificada de Embden-Meyerof-Parnas que opera en la gluconeogénesis.
Según estudias ecologías de fuentes hidrotermales, los ambientes anóxicos y reducidos en que A. boonei vive son conformados por las relaciones sinérgicas que A. boonei tiene con otros organismos que viven por acá. Estudios genómicos muestran que otros miembros de su clado ocurren al lado de otras arqueas termoacidófilas que usan otras fuentes de carbón y energía.

## Genoma
Porque es difícil cultivar A. boonei, ha habido muchas investigaciones de esta especie y otros miembros de su clado en nivel genómico. Reacción en cadena de la polimerasa cuantativa fue usado detectar secuencias arcaicas de muestras de fuentes hidrotérmicas recogidos de todo el mundo. Análisis del gen 16S rRNA permitió la reconstrucción filogenética de la DHVE2 y otras ramificaciones profundas archaea termófila a menudo se encuentran en el medio ambiente hidrotermal. Se construyeron árboles filogenéticos para demostrar visualmente la novedad del grupo DHVE2 y el de A. boonei.
El proyecto genoma de A. boonei T469 tenía 31 andamios con un promedio de aproximadamente 47 kbp de tamaño, con un contenido GC de 39%. La reconstrucción produjo un mapa de genes implicados en la formación de flagelos, y mostró que el organismo estaba organizado de manera similar a los genes flagelares en arqueas; Fla1 y fla2. El tercer patrón de organización flagelar era similar a fla1 y fla2, pero carecía de algunos componentes específicos. Esto sugiere que tanto la evolución reductiva como la transferencia genética horizontal pueden haber desempeñado un papel en la adquisición de genes flagelos por A. boonei.

## Descubrimiento y aislamiento
Esta arquea fue aislado por primera vez en muestras de azufre Recolectados durante las expediciones de buceo en el Eastern Lau Spreading Center, como parte de un proyecto de investigación dirigido por Anna-Louis Reysenbach en 2006. A pesar de la dificultad de aislar otros archaea clase DHVE2 de estos ambientes de ventilación hidrotérmica, A boonei se aisló en última instancia en medio marino en condiciones anaeróbicas y ácidas que impedían el crecimiento de Thermoplasma volcanium que a menudo compensa A. boonei. Después, el organismo también fue aislado de muestras del Dorsal del Pacífico Oriental y Dorsal Mesoatlántica.

## Etiología
El nombre "Aciduliprofundum" se deriva del acidulado (latina), "un poco amargo"; y profundum (latín), "profundo," por su naturaleza acidófila y localización bentónica. "Boonei" (latín), "de Boone," es en referencia a David Boone que hizo contribuciones significativas al estudio de la diversidad arcaica.